# Santana do Araguaia
Santana do Araguaia är en kommun i Brasilien.   Den ligger i delstaten Pará, i den centrala delen av landet, 800 km norr om huvudstaden Brasília. Antalet invånare är 56 132.
Omgivningarna runt Santana do Araguaia är huvudsakligen savann. Runt Santana do Araguaia är det mycket glesbefolkat, med 3 invånare per kvadratkilometer.